# Vlag van Bever
De vlag van Bever werd bij ministerieel besluit op 16 februari 1993 officieel vastgesteld als de gemeentelijke vlag van de Vlaams-Brabantse gemeente Bever.  Het decreet werd op 22 mei 1993 uiteindelijk gepubliceerd in het officiële Belgisch Staatsblad.
Officieel wordt de vlag beschreven als:
Groen met op het midden het gemeentewapen.
De groene kleur verwijst zich dat Bever vooral een landelijke gemeente. Het wapenschild van de gemeente is in het midden afgebeeld.

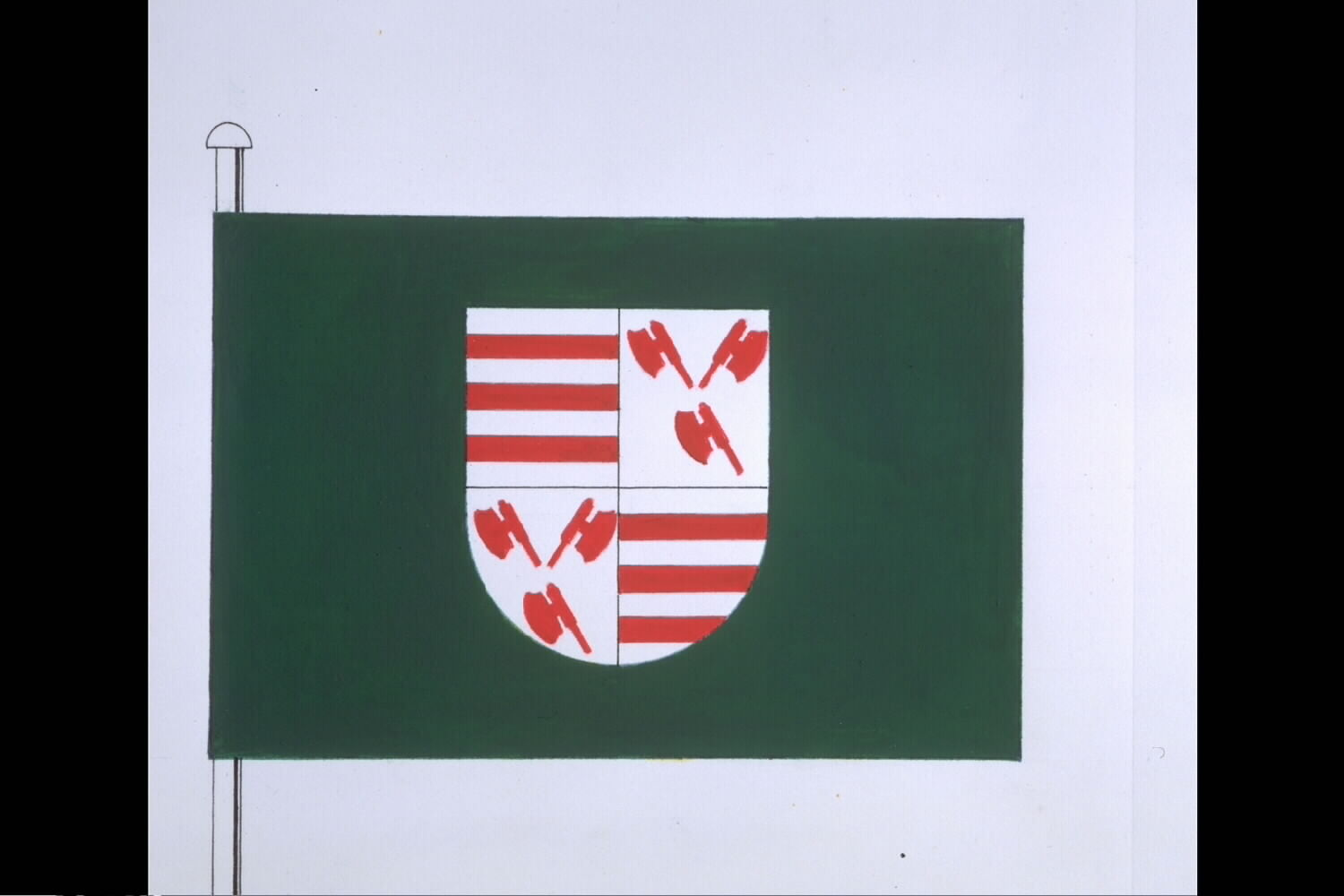
Officiële tekening van de vlag